# 생체 재료
생체재료(生體材料, 영어: biomaterial) 또는 생물재료(生物材料)는 기관계와 상호 작용을 하는 물질, 표면, 구조물을 뜻한다. 과학 학문으로서 생체 재료는 약 50년 정도가 되었다. 생체재료에 대한 연구는 생체재료 과학 이라고 불린다. 생체재료과학은 새로운 물질 연구개발에 대한 많은 수의 회사의 대규모 투자로 지속적이고 엄청난 성장을 이루어 냈다. 생체재료과학은 그 세부 분야로 의학, 생물학, 화학, 조직공학 그리고 재료 과학을 포함한다.

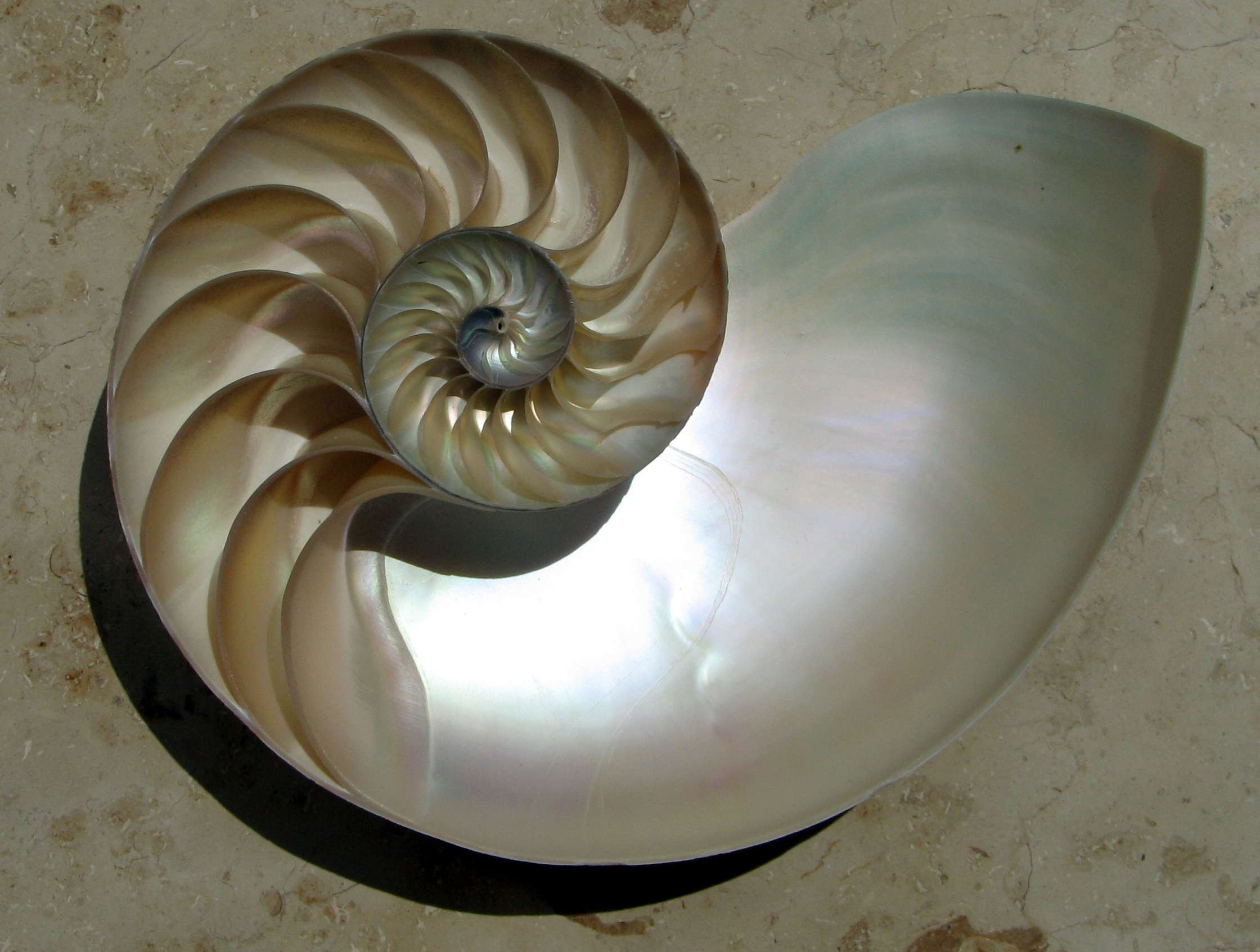
앵무 조개 껍질안의 무지갯빛 진주층

## 소개
생체재료는 자연에서 추출하거나 중합체, 생체용 세라믹, 합성 물질 금속 물질 등을 이용하는 다양한 화학적 접근을 통한 인공적인 합성으로 만들어질 수 있다. 그들은 때때로 의학에 이용 혹은 적용될 수 있다. 따라서 생체재료는 자연 기능을 수행, 증진, 대체하는 생명구조물 또는 생물의학기구의 일부 혹은 전체를 구성할 수 있다. 이러한 기능은 심장판막치료에 쓰이는 데에 유용하고, 고관절 임플란트에 이용되는 수산화인회석과 같이 더 쌍방향적인 생명친화적 기능성이 필요한 치료과정에 적합하다. 생체재료는 또한 치과치료, 수술, 약물전달시스템에 두루 이용된다. 예를 들자면, 생체 재료를 이용한 특정 구조물에 약물을 넣어 몸에 주입하면, 그 약물은 장기간동안 특정 양이 지속적으로 신체 내부에 방출되어 치료 효과를 거둘 수 있다. 생체재료는 또한 장기 이식 물질로 사용되어 자가이식, 타가 이식, 이종 이식에 이용될 수 있다.
생체재료 과학자들은 최근 자연발생 복합체의 유기물 모체에서의 무기물 결정체 작용에 더 많은 관심을 가지고 있다. 이 과정은 전형적으로 환경온도와 압력에서 일어 난다. 흥미롭게도 이러한 결정 미네랄 형태를 통한 생명유기체는 지속적으로 복잡한 구조 생산이 가능하다. 규소가 나노 크기의 복합체에 대한 과학적 진보와 새로운 합성 기술을 이끌 수 있는 것처럼 생명유기체의 이러한 과정을 이해하는 것은 결정체 미네랄의 성장을 조절하는 것을 가능케한다.

## 자가 조립
자가 조립은 어떤 외부작용의 영향없이 일어 나는 입자의 자발적인 집합을 표시하기 위해 현대 과학에서 쓰이는 가장 흔한 용어이다. (원자, 분자, 콜로이드, 교질 입자, 등.). 이러한 입자의 큰 집단들은 그들 스스로 열역학적으로 안정된 상태로 만든다고 알려져 있는데, 구조적으로 잘 배열된 상태를 유지하며, 야금학와 광물학에서 쓰이는 7 결정계와 비슷하다. ( 예를 들자면, 면심입방구조와 체심입방구조가 있다). 이러한 평형구조들의 근본적인 차이는 특정 상태에서 단위 격자가 차지하는 공간의 크기차이이다.
분자 자가조립은 생물시스템에서 널리 발견되고, 다양하고 복잡한 생물구조의 근간이 된다. 이것은 자연에서 발견되는 미세구조의 형태와 특성에 기본을 둔 역학적으로 상위인 생체재료의 새로운 부류이다. 따라서, 자가조립은 화학합성과 나노기술에서 새롭게 널리 쓰이고 있다. 분자 결정, 액체 결정, 콜로이드, 교질 입자, 유상액, 상분리 중합체, 얇은 필름과 자가조립 단분자막, 이들 모두가 이러한 기술에서 얻은 고도의 정렬구조를 이용하고 있다. 이러한 기술에서의 눈에 띄는 특성은 자가 조직화이다.

## 같이 보기
- 생물다양성
- 생명정보
- 유전체정보